# Mario Party Advance
Mario Party Advance är ett spel till Game Boy Advance i Mario Party-serien. Spelet utvecklades av Hudson Soft och släpptes av Nintendo 2005.

## Gameplay
Det här spelet går inte ut på samma sak som de tidigare Mario Party-spelen. Istället för att fyra figurer tävlar mot varandra på en spelplan och är mer anpassat för flerspelarläge, precis som ett riktigt brädspel, är detta mer anpassat för en spelare. En figur väljs, antingen Mario, Luigi, Peach eller Yoshi, som ensam kommer köra runt i en stad, vars namn är Shroom City, för att hjälpa stadens invånare. Exempel på uppdrag är att köpa en DVD-film åt Ninji, hitta en snäcka som Goombob kan ge till sin flickvän, klara dueltornet och spela fotboll mot Bowser. 
Förflyttningen sker på samma sätt som vanligt i Mario Party-spelen, nämligen genom tärning. Var tredje runda är det ett mini-game (minispel) som måste klaras för att spelaren ska få nya mushrooms (svampar), vilket är drivkraften i figurernas bilar. När de är slut är spelet också slut.
Staden är uppbyggd som ett spelbräde med vägar, hus, skogar och hav. På spelbrädet kan spelaren bli stoppad av Bowser Jr., för att till exempel spela sten, sax, påse eller utmana honom på ett mini-game, där man antingen kan förlora en mushroom eller vinna en.

## Spellägen
- Shroom City - här hjälper spelaren stadens invånare genom olika uppdrag. Här låses även olika mini-games och gaddgets upp.
- Play Land - här kan spelaren spela alla upplåsta mini-games och gaddgets.
- Party Land - här kan spelaren spela mot sina kompisar i flerspelarläge.
- Challenge Land - här samlar spelaren coins (mynt) genom att vinna olika mini-games, som sedan används för att köpa nya gaddgets.

## Karaktärer

### Spelbara karaktärer
- Mario
- Luigi
- Peach
- Yoshi

### Värdar
- Tumble - lotsar en genom Shroom City.
- Toad - värd för Play Land och Party Land.
- Elvin Gadd - värd för Play Land. Uppfinnare av alla gaddgets.
- Toadette - värd för Party Land och Challenge Land.

### Andra noterbara karaktärer
- Shroomlock - detektiv från Shroom City.
- Mr. E - gillar mysterier. Vill ofta ha hjälp med att lösa dem.
- Mrs. Shroomlock - Shroomlocks fru.